# 高岡アラートライオンズクラブ

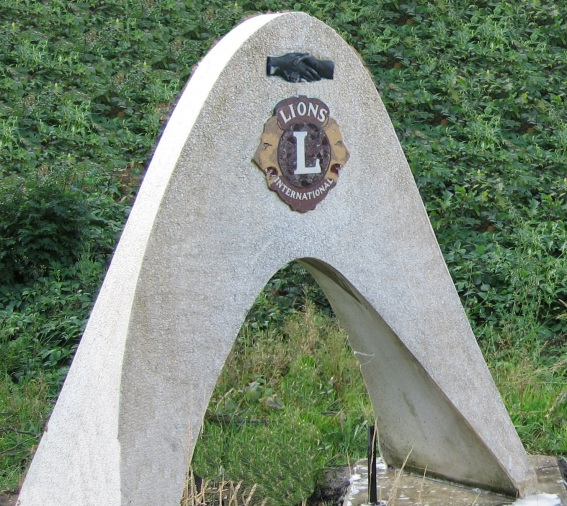
ライオンズクラブの会章

高岡アラートライオンズクラブ(334-D地区2R1Z)は、世界最大の社会奉仕団体「ライオンズクラブ国際協会」に所属する単位クラブ。チームワークを発揮して行うことによって、有意義な効果をあげるように組織された友好団体である。

## 概要
スローガン
Liberty, Intelligence, Our Nation's Safety（自由を守り、知性を重んじ、われわれの国の安全を図る）
※LIONSの一文字ずつを取り入れたもの。
モットー
We Serve（われわれは奉仕する）
ライオンズの誓い
「われわれは知性を高め、友愛と相互理解の精神を養い、平和と自由を守り、社会奉仕に精進する」

## 会員資格
善良な徳性の持ち主で、地域社会で声望を得ている成人。クラブ員2名の推薦で、諮問委員の許諾で入会。
会員には以下の種類がある。
- 正会員
- 賛助会員
- 準会員
- 名誉会員
- 終身会員
- 不在会員
- 優待会員

## 社会奉仕活動
- 高齢者福祉対策
- 献血・献腎・献眼・骨髄移植推進
- 青少年・薬物乱用防止対策
- シリア難民支援活動
  - 2017年 シリア難民支援「シリアに学校を作ろう」！
- 災害ボランティア活動
- YCE（Youth Camps and Exchange 青少年海外派遣及び受け入れ）
- 環境保護対策

## ライオンズクラブの歴史
- 1917年6月 アメリカ・シカゴでメルビン・ジョーンズ（英語版）(Melvin Jones)の提唱により誕生。

1913年にメルビン・ジョーンズがシカゴ・ビジネスサークルを作ったのに始まる。ジョーンズがシカゴ・ビジネスサークルから、友愛を通じての相互扶助に「奉仕」の2字を付け加えて他のサークルに呼び掛け、翌年6月7日、合衆国内各地から27のクラブを代表して20名の代議員がシカゴに集い、ライオンズ協会（Association of lions Clubs）を設立した。
- 1952年3月 フィリピン・マニラライオンズクラブのスポンサーにより、「東京ライオンズクラブ」誕生。

高岡アラートライオンズクラブの歴史
- 2014年12月10日 結成
- 2015年 8月28日～9月6日の10日間、富山県カンボジア王国親善協会によるカンボジア学生3人のホームステイ。
- 2015年 9月11日に支援物資として常総市に対しミネラルウォーター500mlを10,000本を会長即決で送りました
- 2015年 9月21日に常総市水害ボランティア支援（炊き出し）を実施。9月10日の台風18号の影響による記録的な豪雨で鬼怒川の堤防決壊により甚大な被害が発生したため。
- 2015年10月 8日 高岡市おとぎの森公園で清掃奉仕活動実施。
- 2016年 5月 7日 4月14日発生した熊本地震により甚大な被害が発生したため支援（炊き出し）を実施。
- 2016年 5月20日 高岡市立定塚小学校と共に熊本支援。
- 2016年10月 8日 高岡市おとぎの森公園で清掃奉仕活動実施。

## 国際大会
LCIの国際大会、通称LCIコン（LCICon）は毎年6月、もしくは7月に開催されるライオンズクラブの定期大会である。日本では1969年と1978年に東京日本武道館で、2002年に大阪ドームで開催された。2016年には第99回大会が福岡ドームを中心とした福岡市で開催。また博多どんたくと同じ明治通りを使用してのパレードも実施。2017年の第100回記念大会はシカゴ、2018年はラスベガス、2019年はイタリア・ミラノ、2020年はシンガポールで開催予定である。

## 特色
国際交流の一環として少年育成プログラムYEプログラム（Youth Exchangeの略）がある。これはライオンズクラブを通じて推薦を受け、交流のある国・地域のライオンズクラブメンバー宅にホームステイする制度である（派遣される年齢層は主に高校生から大学生が中心である）。